# Bezplamka muchotrutka

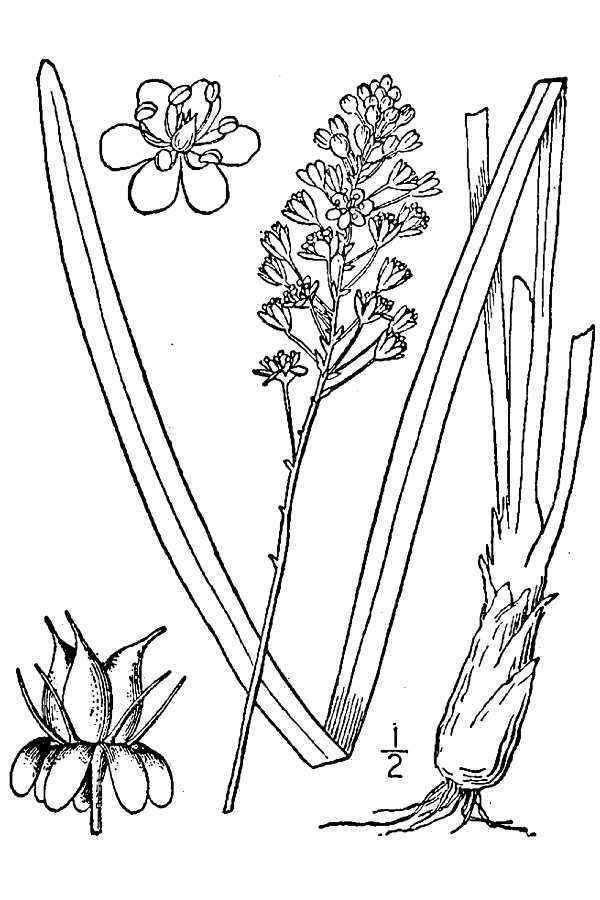
Morfologia

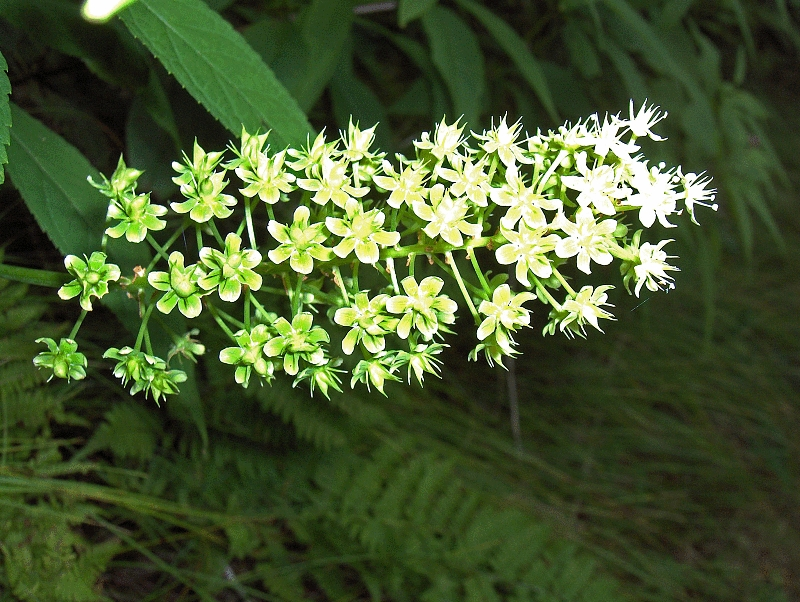
Kwiatostan

Bezplamka muchotrutka (Amianthium muscitoxicum (Walter) A.Gray) – gatunek wieloletnich, naziemnopączkowych roślin zielnych z monotypowego rodzaju bezplamka (Amianthium) z rodziny melantkowatych, występujący w środkowo-wschodnich i wschodnich Stanach Zjednoczonych. Cała roślina jest silnie trująca. W przeszłości była wykorzystywana przez rdzenną ludność Ameryki Północnej do wyrobu trutek na muchy i wrony oraz leku na świąd.

## Morfologia
PokrójRośliny zielne osiągające wysokość od 30 do 120–140 cm.
ŁodygaPędem podziemnym jest jajowato-podługowata cebula o wymiarach około 5 × 2,5 cm. Pęd naziemny wzniesiony, nierozgałęziony.
KorzenieKurczliwe.
LiścieLiście głównie odziomkowe, położone skrętolegle, dystalnie zredukowane, wygięte w dół, tworzące pochwę liściową. Blaszki liściowe równowąsko-podługowate, o wierzchołku tępym do ostrego, gładkie, o wymiarach 10–45(–60) × 0,5–2,8 cm.
KwiatyKwiaty obupłciowe lub jednopłciowe, powstające na jednej lub różnych roślinach, sześciopręcikowe, kołozalążniowe, kubeczkowate do szeroko otwartych, szypułkowe, zebrane w haplokauliczne grono, wsparte jajowatymi przysadkami. Kwiatostan jajowaty. Szypułki o długości od 7 do 20 mm. Okwiat pojedynczy, trwały, sześciolistkowy, biały do czerwonawo-zielonego. Listki podługowato-odwrotniejajowate, o ostrych wierzchołkach, osiągające długość 5–7 mm. Pręciki o szydłowatych, ostrych nitkach i bazalnie osadzonych, jednokomorowych, sercowato-jajowatych główkach. Zalążnia górna do częściowo dolnej, trzykomorowa, rozbieżna, przechodząca w trzy szyjki słupka zakończone drobnymi znamionami.
OwoceGłęboko trójklapowe torebki o cienkich ścianach, otwierające się przegrodowo, a następnie doosiowo przez środek każdej komory, osiągające wymiary 5–7 mm. Nasiona od 1 do 2 w każdej komorze, brązowawe do purpurowoczarnych, pozbawione skrzydełek, połyskujące, elipsoidalne, o mięsistej łupinie.

## Biologia i ekologia
RozwójByliny, hemikryptofity. Kwitną od późnej wiosny do lata. Są to rośliny samopłonne, zapylane głównie przez chrząszcze.
SiedliskoSuche lub świeżo zalesione stoki, łąki, sawanny, na wysokości od 0 do 1500 m n.p.m.
Cechy fitochemiczneCebule tych roślin, a w mniejszym stopniu również inne organy, zawierają silnie toksyczne alkaloidy, przede wszystkim zygadeninę i zygacynę, a także jerwinę i amianthinę. Alkaloidy są śmiertelne dla bydła i owiec. Spożycie powoduje wymioty, ślinotok, utratę równowagi, hiperwentylację i gorączkę. Śmierć jest spowodowana przez niewydolność oddechową.
GenetykaGatunek z poczwórnym zestawem chromosomów 2n = 4x = 32. Według innych źródeł gatunek diploidalny o 2n = 2x = 32.

## Systematyka
Zgodnie z badaniami filogenetycznymi podrodziny Melanthieae rodzaj bezplamka (Amianthium) stanowi klad bazalny tej podrodziny, siostrzany dla rodzaju Schoenocaulon. Według Angiosperm Phylogeny Website (aktualizowany system APG IV z 2016) rodzaj ten zaliczany jest do podrodziny Melanthieae w rodzinie melantkowatych (Melanthiaceae), należącej do rzędu liliowców (Liliales) zaliczanych do jednoliściennych (monocots).

## Nazewnictwo
Toponimia nazwy naukowejNazwa naukowa rodzaju pochodzi od greckich słów αμίαντος (amiantos – czysty) i άνθος (anthos – kwiat), odnosząc się do listków okwiatu pozbawionych miodników. Epitet gatunkowy pochodzi od łacińskich słów musca (mucha) i toxicum (trucizna, jad), odnosząc się do cech fitochemicznych tych roślin.
Nazwy zwyczajoweBezplamka muchotrutka jest polską nazwą zwyczajową tego gatunku wymienianą już w osiemnastowiecznych słownikach i opracowaniach botanicznych. W pracach dwudziestowiecznych gatunek ten bądź nie jest ujęty, bądź wymieniona jest jedynie nazwa rodzaju (bezplamka). W języku angielskim roślina ta określana jest jako fly-poison, crow-poison, St. Elmo’s-feather lub staggergrass.
Synonimy
- synonimy nomenklatoryczne:
  - Melanthium muscitoxicum Walter – bazonim
  - Zigadenus muscitoxicum (Walter) Regel
  - Chrosperma muscitoxicum (Walter) Kuntze
  - Chrysosperma muscatoxicum (Walter) Kuntze
- synonimy taksonomiczne:
  - Melanthium laetum Aiton
  - Anthericum subtrigynum Jacq.
  - Melanthium myoctonum J.F.Gmel.
  - Melanthium phalangioides Desr.
  - Helonias erythrosperma Michx.
  - Helonias laeta (Aiton) Ker Gawl.
  - Leimanthium laetum (Aiton) Willd.
  - Leimanthium pallidum Willd.
  - Chrosperma laetum (Aiton) Raf.
  - Amianthium macrotox Raf.
  - Crosperma laeta (Aiton) Raf.
  - Crosperma phalangioides (Desr.) Raf.
  - Endocles laetum (Aiton) Salisb.

## Zagrożenie i ochrona
Gatunek w Stanach Zjednoczonych uznany globalnie za rzekomo bezpieczny. W Luizjanie i Nowym Jorku uznany za wymarły, a w Oklahomie, Kentucky, Delaware, Maryland i New Jersey za zagrożony lub krytycznie zagrożony wymarciem. Jedynie w Wirginii gatunek ten uznawany jest za bezpieczny i szeroko rozpowszechniony.

## Zastosowanie
Rośliny leczniczeCzirokezi stosowali tę roślinę jako lekarstwo na świąd.
Rośliny ozdobneZ uwagi na atrakcyjne kwiatostany roślina ta bywa uprawiana w Stanach Zjednoczonych jako roślina ogrodowa.
Inne zastosowaniaEkstrakt z korzenia zmieszany z miodem lub melasą bywał stosowany jako środek owadobójczy, a także do produkcji trutek na wrony.